# Chiese della Comunità comprensoriale Burgraviato
Questa voce include tutte le chiese cristiane situate entro i confini della comunità comprensoriale Burgraviato, nella provincia autonoma di Bolzano. 
Gli edifici sono elencati in liste suddivise per comune; includono oltre cento chiese consacrate (sebbene non tutte officiate regolarmente), a cui si aggiungono oltre sessanta cappelle. Gli edifici di culto appartengono tutti alla confessione cattolica e fanno parte della diocesi di Bolzano-Bressanone, con l'eccezione di due chiese di Merano: la Chiesa di Cristo, tenuta dalla Chiesa evangelica luterana in Italia, e la chiesa di San Nicola, tenuta dalla Chiesa ortodossa russa in Italia.

## Comune di Avelengo
| Esterno | Interno | Nome                                           | Periodo storico                                          | Ubicazione                                                                  | Informazioni |
| ------- | ------- | ---------------------------------------------- | -------------------------------------------------------- | --------------------------------------------------------------------------- | --- |
|         |         | Chiesa di Santa Caterina                       | Fondata ante-XIII secolo, edificio odierno XV-XVI secolo | Santa Caterina 46°38′52.65″N 11°12′31.41″E                                  | Consacrata nel 1251, la struttura attuale venne edificata sul sito di una chiesa precedente che andò distrutta in un incendio nel 1202. Coro e campanile vennero ricostruiti in stile tardogotico nel 1452, poi vi fu il rialzamento della volta e del tetto nel Cinquecento e l'aggiunta del vestibolo storicistico nel 1900 circa. |
|         |         | Chiesa della Natività di San Giovanni Battista | Citata XIII secolo, edificio odierno XV-XVII secolo      | Avelengo 46°38′38.22″N 11°13′26.41″E                                        | Parrocchiale. Citata nel 1291, epoca a cui risalgono le pareti della navata e l'annessa cappella cimiteriale (quest'ultima potrebbe anche essere preromanica). Coro e campanile vennero ricostruiti nel 1460 circa, seguiti dalla volta della navata nel Seicento.                                                                   |
|         |         | Chiesa di Sant'Osvaldo "all'Ivigna"            | Citata XV secolo, edificio odierno XIX secolo            | Località isolata a sud di Cima Laste di Verdins 46°41′30.86″N 11°16′19.53″E | Una prima chiesetta è documentata nel 1447 e venne ricostruita nel 1641. La struttura attuale, che sorge in posizione differente, è del 1879. Raggiungibile solo a piedi, è posta a 2635 metri di altitudine. |

## Comune di Caines
| Esterno | Interno | Nome                                   | Periodo storico                               | Ubicazione                         | Informazioni |
| ------- | ------- | -------------------------------------- | --------------------------------------------- | ---------------------------------- | --- |
|         |         | Chiesa dei Santi Maurizio e Corbiniano | Fondata X secolo, edificio odierno XIX secolo | Caines 46°41′57.87″N 11°10′20.25″E | Parrocchiale. Al netto della leggenda secondo cui sarebbe stata fondata dal vescovo di Frisinga Corbiniano verso l'anno 716, scavi archeologici hanno evidenziato l'esistenza di un luogo di culto carolingio, successivo al 900. La prima citazione documentale è del 1191 (o 1291), anno in cui venne riedificata in forme romaniche. Nel 1465 circa si collocano l'aggiunta del coro gotico e il rialzamento della torre, nel 1615-16 il rifacimento della volta della navata, nel 1840-41 l'ingrandimento dell'aula, nel 1903 (o 1908) il rifacimento della cuspide del campanile. |

## Comune di Cermes
| Esterno  | Interno | Nome                                                      | Periodo storico                                      | Ubicazione                                    | Informazioni |
| -------- | ------- | --------------------------------------------------------- | ---------------------------------------------------- | --------------------------------------------- | --- |
|          |         | Chiesa di Sant'Anna                                       | XVII secolo                                          | Baslan 46°38′11.07″N 11°08′31.23″E            | Costruita nel 1663-64 da Bartlmä Schoepfer, proprietario del vicino maso Baslan. |
|          |         | Chiesa dei Santi Sebastiano e Nicolò, o di San Sebastiano | Citata XIII secolo, edificio odierno XX secolo       | Cermes 46°37′56.67″N 11°08′44.66″E            | Parrocchiale. Documentata dal 1270, venne più volte riparata a causa dei danni di varie frane, l'ultima delle quali comportò la sostanziale ricostruzione della chiesa nel 1819 (tranne per il campanile, risalente a un rialzamento del Quattrocento). Nel 1928-29 venne infine edificata la struttura attuale, reimpiegando il coro poligonale come sagrestia. |
| Cappelle |         |                                                           |                                                      |                                               | |
|          |         | Cappella di Santo Stefano                                 | Documentata XIV secolo, edificio odierno XVII secolo | A ovest di Baslan 46°38′16.46″N 11°08′09.62″E | Cappella di Castel Monteleone; esistente forse già nel Trecento e in origine staccata dal maniero, venne ricostruita nelle forme attuali nel Seicento, e rinnovata nell'Ottocento. |

## Comune di Gargazzone
| Esterno | Interno | Nome                                                                        | Periodo storico                                 | Ubicazione                             | Informazioni |
| ------- | ------- | --------------------------------------------------------------------------- | ----------------------------------------------- | -------------------------------------- | --- |
|         |         | Chiesa del Santissimo Cuore di Gesù                                         | XX secolo                                       | Gargazzone 46°35′06.37″N 11°12′09.53″E | Parrocchiale. Costruita nel 1899-1903 per rimpiazzare la vecchia parrocchiale di San Giovanni, divenuta troppo piccola; il campanile venne completato nel 1928.                                                     |
|         |         | Chiesa della Natività di San Giovanni Battista (o di San Giovanni Battista) | Citata XIV secolo, edificio odierno XVII secolo | Gargazzone 46°35′04.38″N 11°12′06.8″E  | Vecchia parrocchiale del paese, citata per la prima volta nel 1337, epoca a cui risalgono le pareti della navata e l'affresco in facciata; venne più volte rimaneggiata, assumendo l'aspetto attuale verso il 1650. |

## Comune di Lagundo
| Esterno          | Interno | Nome                                                                  | Periodo storico                                       | Ubicazione                                 | Informazioni |
| ---------------- | ------- | --------------------------------------------------------------------- | ----------------------------------------------------- | ------------------------------------------ | --- |
|                  |         | Chiesa dell'Annunciazione della Vergine Maria                         | Fondata XIII secolo, edificio odierno XV secolo       | Riomolino 46°40′52.43″N 11°07′14.69″E      | Chiesa del convento delle monache agostiniane di "Maria Steinach"; questo venne fondato nel 1241 da Adelaide ed Elisabetta, le due figlie di Alberto III di Tirolo; la chiesa venne ricostruita in stile tardogotico nella prima metà del Quattrocento, e venne dotata della volta stellata nel Seicento (consacrazione 1623). Il convento venne soppresso dalle disposizioni giuseppine nel 1782, e venne riaperto dalle suore domenicane di Lienz nel 1848. |
|                  |         | Chiesa del Sacro Cuore                                                | XIX secolo                                            | Riolagundo 46°38′36.12″N 11°04′24.72″E     | Costruita nel 1889 e consacrata l'anno seguente, perché la vicina cappella di Santa Maria della Neve era divenuta troppo piccola. |
|                  |         | Chiesa di San Giuseppe                                                | XX secolo                                             | Riomolino 46°40′56.17″N 11°07′20.64″E      | Parrocchiale. Costruita tra il 1967 e il 1971, e consacrata nel 1977. |
|                  |         | Chiesa dei Santi Ippolito ed Erardo                                   | Fondata XII secolo, edificio odierno XV-XVII secolo   | Lagundo 46°41′15.29″N 11°07′43.68″E        | Vecchia parrocchiale di Lagundo, menzionata già nel 1178 e databile proprio al XII secolo. Nel 1445 vennero rifatti il coro e il campanile (consacrazione l'anno seguente, assumendo l'intitolazione attuale), quest'ultimo poi sopraelevato nel 1500 circa, seguiti dalla navata tra il 1618 e il 1628; nell'Ottocento venne aggiunta la cappella laterale.                                                                                                  |
|                  |         | Chiesa della Santissima Trinità (o di Santa Croce, o di San Giuseppe) | Documentata XVIII secolo, edificio odierno XIX secolo | Velloi 46°41′45.9″N 11°06′58.11″E          | Nel 1740 è attestata l'esistenza di una cappella barocca a Velloi, consacrata all'Incoronazione della Vergine; questa venne rimpiazzata dalla chiesa attuale, intitolata alla santa Trinità, nel 1894-95. Un restauro è avvenuto nel 1973. |
|                  |         | Chiesa di Sant'Udalrico (o Ulrico)                                    | Fondata XI-XII secolo, edificio odierno XV secolo     | Plars di Sopra 46°41′18.37″N 11°06′07.96″E | Di una prima chiesa romanica si conservano le fondamenta e la parte inferiore del campanile; la costruzione attuale, tardogotica, è documentata nel 1493; nel corso del Seicento vennero rifatte le volte e le finestre. |
| Cappelle         |         |                                                                       |                                                       |                                            | |
|                  |         | Cappella di San Giovanni Nepomuceno                                   | XVIII secolo                                          | Lagundo 46°41′03.39″N 11°07′47.46″E        | Cappella della residenza Mair im Korn, costruita nel 1748. |
|                  |         | Cappella di Santa Maria della Neve                                    | XVII secolo                                           | Riolagundo 46°38′39.42″N 11°04′17.12″E     | Fondata nel 1695. |
| Chiese scomparse |         |                                                                       |                                                       |                                            | |
|                  |         | Chiesa di San Cassiano                                                | Citata IX secolo                                      | Lagundo                                    | Citata in una cronaca dell'abate Goswin di Montemaria, venne distrutta da un'alluvione nel 1850. |

## Comune di Lana
| Esterno                        | Interno | Nome                                         | Periodo storico                                      | Ubicazione                                                   | Informazioni |
| ------------------------------ | ------- | -------------------------------------------- | ---------------------------------------------------- | ------------------------------------------------------------ | --- |
|                                |         | Chiesa di Sant'Agata al Prato                | Fondata VII secolo, edificio odierno XV-XVII secolo  | Lana di Mezzo 46°37′15″N 11°09′36″E                          | Sul posto una chiesa sorse probabilmente nel VII secolo, sostituita poi da una romanica menzionata nel 1306. I cittadini di Merano, dopo i gravi incendi del 1339 e del 1347, fecero voto di fare un pellegrinaggio attuale alla chiesa (cessato nel 1954), che quindi acquistò notevole importanza: un nuovo edificio venne consacrato nel 1400 (o 1440), e dotato di un nuovo coro nel 1520 circa. Altri lavori seguirono entro il 1631, tra cui la voltatura a botte della navata e la costruzione del campanile.                             |
|                                |         | Chiesa di Santa Croce                        | XX secolo                                            | Lana di Mezzo 46°36′53″N 11°09′02″E                          | Parrocchiale. Da inizio Novecento, l'espansione verso ovest dell'abitato di Lana rese decentrata la vecchia parrocchiale, facendo sorgere l'esigenza di una nuova; la prima pietra venne però posata solo nel 1938, e i lavori terminarono, con l'erezione del campanile, dopo dodici anni. |
|                                |         | Chiesa di Santa Croce                        | XX secolo                                            | Lana di Mezzo 46°36′32.78″N 11°09′03.39″E                    | Struttura neobarocca annessa alla casa madre delle Suore di carità dell'Ordine teutonico di Lanegg, venne costruita nel 1911 e consacrata l'anno seguente. |
|                                |         | Chiesa dei Santi Gioacchino e Anna           | XVII secolo                                          | Lana di Sopra 46°36′55″N 11°08′47″E                          | Chiesa del convento dei Cappuccini; il complesso venne fondato nel 1647, e la chiesa vi venne aggiunta tra il 1664 (inizio dei lavori) e il 1697 (consacrazione); tra il 1867 e il 1913 vennero aggiunte le arcate circostanti e la grotta di Lourdes all'esterno. |
|                                |         | Chiesa di San Giorgio                        | Fondata VIII-IX secolo, edificio odierno XIV secolo  | Tra Lana e Foiana 46°36′02″N 11°09′24″E                      | Una chiesa in legno, ad aula romanica con tre absidi, sorse sul posto nel VIII-IX secolo; essa venne rimpiazzata da una costruzione in pietra nel IX secolo, ampliata nel 1260 e citata nel 1265. Nel Trecento venne quindi edificata la chiesa attuale, affrescata verso la fine del secolo e poi solo minimamente modificata (posa del pavimento ed erezione del campanile nel Cinquecento). Sconsacrata e adibita a stalla a inizio Novecento, venne quindi restaurata nel 1960 e nel 1985-86.                                                |
|                                |         | Chiesa di San Giovanni Nepomuceno            | XVII secolo                                          | Lana di Sopra 46°37′00″N 11°08′35″E                          | Nel 1642 venne eretta sul posto un'edicola votiva, trasformata in cappella due anni dopo e intitolata alla Madonna del Suffragio o a Maria Ausiliatrice; più volte devastata e restaurata a causa delle piene del torrente Valsura, nelle sue forme attuali risale a una parziale ricostruzione del 1680. San Giovanni Nepomuceno subentrò alla Madonna come titolare già con la seconda struttura, consacrata nel 1652, per via del suo patronato contro le alluvioni.                                                                          |
|                                |         | Chiesa di Santa Maddalena                    | XVIII secolo                                         | A nordovest di Foiana 46°36′00.07″N 11°08′12.77″E            | Costruita nel 1705. |
|                                |         | Chiesa di Santa Margherita                   | X secolo                                             | Tra Lana di Sotto e Foiana 46°36′15″N 11°09′23″E             | Chiesa risalente al primo periodo romanico, fondata dopo il 900; venne donata all'Ordine Teutonico e affrescata verso il 1215, poi parzialmente ricostruita nel Seicento. Espropriata dal governo bavarese nel 1808, venne riacquistata dall'arciduca Eugenio (gran maestro dell'Ordine) nel 1896 e rimaneggiata in stile storicizzante. |
|                                |         | Chiesa di Santa Maria Assunta                | Fondata ante-X secolo, edificio odierno XV secolo    | Lana di Sotto 46°36′00.55″N 11°09′46.24″E                    | Vecchia parrocchiale di Lana, di antichissima origine. Sul posto sorse una chiesa paleocristiana, distrutta dai pagani, ricostruita in epoca carolingia, poi nuovamente sostituita da un piccolo edificio romanico e quindi ancora da uno gotico; la prima citazione documentale è del 1276, ma un sacerdote a Lana è già attestato nel 1239. L'edificio attuale è una struttura tardogotica che andò a sostituire quella gotica tra il 1483 e il 1492 (data della consacrazione). Il protiro con vestibolo in facciata venne aggiunto nel 1629. |
|                                |         | Chiesa di Sant'Osvaldo                       | Citata XIII secolo, edificio odierno XIX secolo      | Pavicolo 46°37′16.43″N 11°06′27.66″E                         | Una chiesa a Pavicolo, di proprietà dell'abbazia di Weingarten, è menzionata nel 1270 e venne demolita nel Seicento. La chiesa odierna sorse sui suoi resti nel 1872-77. |
|                                |         | Chiesa di San Pietro                         | Citata XIV secolo, edificio odierno XV-XVII secolo   | Lana di Mezzo 46°36′40″N 11°09′14″E                          | Citata nel 1305, coro e campanile vennero ricostruiti nel Quattrocento, seguiti dalla navata nel 1680-81. |
|                                |         | Chiesa di San Severino                       | Fondata XII secolo, edificio odierno XV-XVIII secolo | Foiana 46°35′24″N 11°08′45″E                                 | Parrocchiale. Fondata nel XII secolo e documentata nel 1295, venne ricostruita in forme gotiche nel Quattrocento (consacrazione 1433); venne nuovamente riedificata, mantenendo coro e campanile, nel 1760 circa, e poi ulteriormente prolungata di una campata nel 1957-58. |
|                                |         | Chiesa di San Vigilio al Valico (o al Monte) | Fondata XI secolo, edificio odierno XVI-XVII secolo  | Monte San Vigilio 46°38′11.06″N 11°05′34.86″E                | Fondata probabilmente intorno all'anno Mille al posto di un luogo di culto pagano, è documentata dal 1278, anno in cui era di proprietà dell'abbazia di Weingarten. Nel 1510 venne ricostruito il coro, mentre nel Seicento venne rifatta la volta della navata. Soppressa per via delle riforme giuseppine e usata, tra le altre cose, come stalla, venne successivamente riconsacrata per iniziativa del decano di Naturno. |
| Cappelle                       |         |                                              |                                                      |                                                              | |
|                                |         | Cappella (o chiesa) di Sant'Anna             | XV secolo                                            | Lana di Sotto 46°36′25″N 11°09′36″E                          | Cappella annessa alla vecchia canonica di Lana, parte del complesso edilizio che ospitava anticamente la sede dell'Ordine Teutonico. Il luogo di culto venne aggiunto verso la metà Quattrocento, con il rifacimento del coro nel 1745 (consacrazione 1749). Il complesso è ora una casa di riposo gestita dalle Suore di carità dell'Ordine teutonico. |
|                                |         | Cappella di San Biagio                       | Citata XIV secolo                                    | Montebruno 46°36′54.48″N 11°08′21.82″E                       | Cappella del duecentesco Castel Braunsberg; citata per la prima volta nel 1323, nel Quattrocento venne aggiunto il coro, abbattendo parte della cinta muraria del castello per fargli spazio. |
|                                |         | Cappella (o chiesa) della Santa Croce        | XIII secolo o successiva                             | Lana 46°36′51.33″N 11°09′03.27″E                             | Cappella del convento dell'Ordine Teutonico, costruita assieme ad esso nel 1856-57 (al posto di una tenuta dell'abbazia di Weingarten) e rimaneggiata in stile neobarocco nel 1911-14. |
|                                |         | Cappella di Santa Croce                      | XVII secolo                                          | Località isolata a ovest di Lana 46°36′32.45″N 11°08′26.24″E | Cappella posta sopra al portale d'accesso della residenza Helmstorf, a cui venne aggiunta nel 1609. |
|                                |         | Cappella di Santa Maddalena                  | XVII secolo                                          | Tra Lana e Cermes 46°37′32.82″N 11°08′43.8″E                 | Cappella del maso Grießenstein; sulla volta è riportata la data 1695. |
|                                |         | Cappella di San Magno                        | XVIII secolo                                         | Lana 46°36′58″N 11°08′08″E                                   | Cappella di pertinenza del maso Gagers: la tenuta, acquistata dall'abbazia di Füssen nel 1722 e privata dal 1803, venne dotata della chiesetta nel 1725 (altre fonti pongono la costruzione invece nel 1703). |
|                                |         | Cappella (o chiesa) di San Martino           | XIX secolo                                           | Lana 46°36′59.8″N 11°08′59.58″E                              | Cappella del vecchio ospedale (fondato 1844, ora casa di riposo), costruita nel 1852-53. |
|                                |         | Cappella (o chiesa) di San Michele           | XV secolo                                            | Lana 46°35′59.51″N 11°09′45.65″E                             | Cappella del cimitero di Lana, citata per la prima volta nel 1442, ampliata nel 1496 (consacrazione 1585), rimaneggiata in forme barocche nel 1750 (consacrazione 1785); vi si trova la cripta di famiglia dei conti Brandis. |
|                                |         | Cappella dei Quattordici Santi Ausiliatori   | Fondata XIV-XV secolo, edificio odierno XVII secolo  | Località Vorstadt 46°35′40″N 11°09′40″E                      | Cappella di pertinenza di castel Brandis; un primo sacello, dedicato ai santi Biagio e Giorgio, venne eretta in periodo gotico; essa venne quasi completamente ricostruita nel Seicento, e consacrata nel 1617 ai quattordici santi ausiliatori. |
|                                |         | "Cappella Blasbichl"                         | XVII-XVIII secolo                                    | Località isolata a ovest di Lana 46°36′45.83″N 11°08′24.76″E | Cappella barocca. |
|                                |         | "Cappella Totenrast"                         | XIX secolo                                           | Lana 46°36′53.12″N 11°08′35.35″E                             | Costruita nell'Ottocento. |
|                                |         |                                              | XIX secolo                                           | Foiana 46°35′41.82″N 11°08′32.41″E                           | Cappella del maso Weinreich, edificata nel 1887 per volontà del prevosto di Bolzano Josef Wieser. |
| Chiese sconsacrate o scomparse |         |                                              |                                                      |                                                              | |
|                                |         | Cappella di Santa Barbara                    | Documentata XIII secolo                              | Foiana 46°35′31.23″N 11°08′55.04″E                           | Cappella di Castel Mayenburg, esistente nel 1217, poi ricostruita e ora in rovina, come tutto il maniero. |
|                                |         | Chiesa di Sant'Ulderico                      | Citata XIII secolo                                   | Località Vorstadt 46°35′43.75″N 11°10′03.93″E                | Chiesa piuttosto antica, citata nel 1285; venne soppressa con le disposizioni giuseppine, venendo poi trasformata in abitazione nel 1889. |

## Comune di Lauregno
| Esterno  | Interno | Nome                                          | Periodo storico                                | Ubicazione                                                                   | Informazioni |
| -------- | ------- | --------------------------------------------- | ---------------------------------------------- | ---------------------------------------------------------------------------- | --- |
|          |         | Chiesa di San Vito                            | Citata XIII secolo, edificio odierno XV secolo | Lauregno 46°27′14.37″N 11°03′40.16″E                                         | Parrocchiale. Una chiesa dedicata a san Vito è documentata indirettamente nel 1274, in posizione ignota diversa dall'attuale, e venne distrutta totalmente da una frana nel 1477. La chiesa attuale sorse a sostituirla sicuramente entro il 1500, quando è citata in una lettera d'indulgenza. Venne significativamente rimaneggiata nel 1627-28, e poi di nuovo nel 1890 con l'ampliamento dell'aula verso ovest. |
| Cappelle |         |                                               |                                                |                                                                              | |
|          |         | Cappella di Lourdes, o cappella della Madonna | XX secolo                                      | Località Plotta (o Platarhof) a sudest di Proves 46°28′10.06″N 11°02′05.55″E | Cappella presso il maso Platter, costruita nel 1908. |

## Comune di Marlengo
| Esterno  | Interno | Nome                          | Periodo storico                                   | Ubicazione                                                       | Informazioni |
| -------- | ------- | ----------------------------- | ------------------------------------------------- | ---------------------------------------------------------------- | --- |
|          |         | Chiesa di San Felice          | XIII secolo                                       | Marlengo 46°39′53.99″N 11°07′54.44″E                             | Documentata nel 1251, anno della sua consacrazione (alla Santa Croce, alla Madonna e a san Felice), era probabilmente stata costruita da poco; la sua fondazione è legata alla vicina sorgente, considerata miracolosa, e probabilmente frequentata come luogo di culto già in epoca precristiana. Nel primo ventennio del Cinquecento venne ricostruito il coro, e verso la metà del secolo venne rifatta la volta della navata.                                                            |
|          |         | Chiesa di Santa Maria Assunta | Citata XII secolo, edificio odierno XIX-XX secolo | Marlengo 46°39′17.72″N 11°08′29.13″E                             | Parrocchiale. Documentata già nel 1116 e dedicata a Nostra Signora, venne ricostruita nel 1250, ampliata nel 1270 e trasformata nel 1450 in una hallenkirche a due navate; anche il campanile, la cui base è del 1250, venne sopraelevato nella stessa occasione, con la sostituzione della cuspide nel 1591 a seguito dei danni provocati da un fulmine. Nel 1898-99 venne costruita la nuova chiesa dedicata all'Assunta, reimpiegando quella vecchia come sagrestia e cappella mortuaria. |
| Cappelle |         |                               |                                                   |                                                                  | |
|          |         | Cappella di Sant'Antonio      | XVII secolo                                       | A sud di Marlengo 46°38′46.65″N 11°08′26.37″E                    | Cappella della residenza Schickenburg, dedicata a sant'Antonio di Padova, costruita nel 1658. |
|          |         | Cappella di San Martino       | XIX secolo                                        | Località isolata a ovest di Marlengo 46°39′32.54″N 11°07′05.28″E | Cappella ottocentesca, di pertinenza del maso Egger. |

## Comune di Merano
| Esterno                        | Interno | Nome                                         | Periodo storico                                           | Ubicazione                                                      | Informazioni |
| ------------------------------ | ------- | -------------------------------------------- | --------------------------------------------------------- | --------------------------------------------------------------- | --- |
|                                |         | Chiesa di Cristo                             | XIX secolo                                                | Merano 46°40′11.28″N 11°09′25.56″E                              | Chiesa della comunità evangelica luterana in Italia; è la prima chiesa evangelica di tutto il Tirolo, essendo stata costruita nel 1883-85. |
|                                |         | Chiesa del Sacro Cuore di Gesù               | XX secolo                                                 | Merano 46°40′11.67″N 11°09′56.15″E                              | Chiesa neoromanica, costruita nel 1903-04 su progetto di Ferdinand Mungenast, a servizio dell'adiacente convento delle Dame Inglesi. |
|                                |         | Chiesa di San Giorgio                        | Fondata XIII secolo, edificio odierno XV-XX secolo        | Maia Alta 46°40′10.8″N 11°10′10.96″E                            | Parrocchiale. Di fondazione duecentesca e documentata a partire dal 1256, venne ristrutturata più volte (consacrazione 1350) e poi rifatta in forme tardogotiche nel corso del Quattrocento (consacrazione 1490). Nel 1620-22 venne aggiunta una cappella laterale a nord, nel 1764-65 la chiesa venne rimaneggiata in stile barocco, e nel 1914 l'edificio assunse la forma attuale con l'allungamento della navata principale e della cappella laterale (che divenne navata sinistra) e l'aggiunta di quella destra.                                                         |
|                                |         | Chiesa di San Giuseppe                       | XX secolo                                                 | Maia Bassa 46°40′02.42″N 11°10′09.08″E                          | Chiesa dei padri Sacramentini, costruita nel 1955. |
|                                |         | Chiesa di San Giusto                         | XX-XXI secolo                                             | Sinigo 46°38′42.36″N 11°10′52.72″E                              | Fondata nel 1928 a seguito dell'importante sviluppo industriale di Sinigo, risultava già troppo piccola alla fine del secolo. Nel 2003 venne demolita l'abside per aggiungere un nuovo corpo di fabbrica che va a costituire di fatto una nuova chiesa, consacrata non solo a san Giusto ma anche a san Giuseppe Freinademetz e al beato Giovanni Nepomuceno de Tschiderer. |
|                                |         | Chiesa di San Leonardo                       | Fondata XV secolo, edificio odierno XIX secolo            | Merano 46°40′30.72″N 11°09′14.76″E                              | Citata nel 1424 con intitolazione ai quattordici santi ausiliatori, venne riconsacrata nel 1464-65 dopo una ristrutturazione, e intitolata ai santi Leonardo e Bernardino; nel 1652 (o 1694) venne aggiunta una cappella laterale dedicata ai quattordici ausiliatori; nel 1878 la chiesa venne incorporata nel seminario Johanneum, e quindi ricostruita quasi interamente; nel 2002 venne aggiunta una seconda cappella laterale. |
|                                |         | Chiesa di Santa Maddalena                    | Documenta XIV secolo, edificio odierno XVI secolo         | Quarazze 46°41′24.83″N 11°08′29.26″E                            | Una prima chiesa romanica cadde incendiata durante le lotte per l'eredità tra Margherita di Tirolo-Gorizia e Carlo IV di Lussemburgo. Ricostruita nel 1348, venne poi portata alle forme attuali nel corso del Seicento, con la costruzione del coro e della volta della navata; il portico antistante l'ingresso è un'aggiunta del 1895. |
|                                |         | Chiesa di Santa Maria Assunta                | XX secolo                                                 | Merano 46°40′13.13″N 11°09′08.52″E                              | Parrocchiale. Costruita nel 1956 per far fronte al grande incremento di popolazione del secondo dopoguerra. |
|                                |         | Chiesa di Santa Maria del Conforto           | Documentata VIII secolo, edificio odierno XIV-XVII secolo | Maia Bassa 46°39′45.68″N 11°09′47.52″E                          | Anche se la prima citazione documentale è del 1273, è una chiesa di fondazione antichissima, sicuramente esistente nel VIII secolo, ricostruita verso il 1110 e ampliata verso ovest nel Duecento; venne colpita più volte dalle piene del Passirio e del rio di Nova. Nel 1342 venne dotata di un nuovo coro, nel 1624 venne sopraelevata la navata, nel 1824 venne aggiunto il portico, nel 1884 (o 89) venne installata l'attuale cuspide del campanile. |
|                                |         | Chiesa di San Massimiliano                   | XVII secolo                                               | Merano 46°40′24.75″N 11°09′33.91″E                              | Chiesa del convento dei Cappuccini di Merano, sorto nel 1616-17 per volontà dell'arciduca Massimiliano; è stata ampliata nel 1711-12. |
|                                |         | Chiesa di San Nicola                         | XIX secolo                                                | Maia Bassa 46°40′17.04″N 11°09′54″E                             | Chiesa della comunità ortodossa russa, annessa a palazzo Zarenbrunn e costruita nel 1897. È stata chiusa dal 1973 al 1991. |
|                                |         | Chiesa di San Nicolò                         | Citata XIII secolo, edificio odierno XIV-XV secolo        | Merano 46°40′17.04″N 11°09′54″E                                 | Parrocchiale. Documentata dal 1266, all'epoca era dedicata ai santi Nicolò e Pietro martire e alla Trinità. A partire dal 1302 prese avvio una ricostruzione che procedette lentamente, con la consacrazione dell'abside nel 1367 e quella delle navate nel 1465; la torre venne ulteriormente sopraelevata nel 1535 e nel 1618. Solo dalla seconda metà del Seicento san Nicolò divenne parrocchiale, mentre prima Merano dipendeva dalla chiesa matrice di Tirolo. |
|                                |         | Chiesa di Santo Spirito                      | Fondata XIII secolo, edificio odierno XV secolo           | Maia Bassa 46°40′07.68″N 11°09′50.4″E                           | Fondata nel 1271 assieme a un ospizio per volontà di Mainardo II; devastata dall'alluvione nel 1419, venne ricostruita -insieme con l'ospedale- entro il 1483 (data della consacrazione). |
|                                |         | Chiesa di San Valentino                      | Fondata V-VI secolo, edificio odierno XVII secolo         | San Valentino 46°39′52.67″N 11°11′16.84″E                       | Consacrata a san Valentino di Mais, morto a Merano; fondata probabilmente già nel V-VI secolo da lui stesso, è citata però solo dal 1273, epoca a cui risale la parte più antica dell'edificio attuale. Nel Quattrocento venne ricostruito il coro, l'aula venne ampliata e voltata a botte nel 1608 (o 18), mentre nel 1860 circa la facciata venne rifatta in stile neoromanico. |
|                                |         | Chiesa di San Vigilio                        | Documentata XI secolo, edificio odierno XX secolo         | Maia Bassa 46°39′41.61″N 11°09′41.41″E                          | Parrocchiale. Sicuramente esistente dopo il Millennio, è stata varie volte restaurata e rimaneggiata; una citazione indiretta esiste nel 1205, mentre nel 1401 vi fu la consacrazione del nuovo coro gotico; esattamente un secolo dopo venne sopraelevato il campanile. Già dal Seicento si sentiva l'esigenza di ingrandire la chiesa; i danni causati da un grave incendio nel 1878 accelerarono la cosa, ma comunque i lavori di demolizione e ricostruzione della navata avvennero solo nel 1936-38, mantenendo il coro gotico che venne convertito in cappella laterale. |
| Cappelle                       |         |                                              |                                                           |                                                                 | |
|                                |         | Cappella di Santa Barbara                    | Fondata XIII secolo, edificio odierno XV secolo           | Merano 46°40′17.68″N 11°09′55.95″E                              | Cappella cimiteriale di due piani. Sul posto sorgeva in precedenza una cappella duecentesca dedicata a san Michele, mentre la struttura attuale è stata costruita tra il 1423 (inizio lavori) e il 1450 (consacrazione). |
|                                |         | Cappella di Santa Croce                      | XIX secolo                                                | Merano 46°40′30″N 11°09′34.2″E                                  | Costruita nel 1873. |
|                                |         | Cappella della Beata Maria Vergine           | XVII secolo                                               | Località Valnova 46°40′12.36″N 11°12′10.8″E                     | Cappella annessa a un eremo, costruita e affrescata nel Seicento; l'eremo venne soppresso dalle disposizioni giuseppine nel 1782, ma la chiesa rimase meta di pellegrinaggi, ed entrambi gli edifici sono stati restaurati nel 1986. |
|                                |         |                                              | XIX secolo                                                | Località San Valentino 46°39′38.84″N 11°11′06.98″E              | Cappella di castel Trauttmansdorff. Un primo sacello, dedicato alla Madonna e ai santi Margherita ed Erasmo, venne consacrato nel 1413; esso crollò nel 1777, quando il castello era in rovina, e non ne rimane traccia. La cappella attuale venne invece costruita in occasione del restauro ottocentesco del maniero, reimpiegando elementi dell'antica chiesa di Santa Caterina; la consacrazione è del 1853. |
|                                |         |                                              | XVIII secolo                                              | Località isolata a sudest di Merano 46°38′59.39″N 11°11′27.67″E | Cappella della residenza Gofer; sopra al portale è riportata la data 1760. |
|                                |         |                                              | XVIII secolo                                              | Merano 46°40′40.8″N 11°09′02.16″E                               | Cappella presso il maso Toblhof, settecentesca. |
| Chiese sconsacrate o scomparse |         |                                              |                                                           |                                                                 | |
|                                |         | Chiesa di Santa Caterina                     | XIV secolo                                                | Merano, nell'attuale via delle Corse                            | Chiesa trecentesca; venne demolita nell'Ottocento, e i suoi pezzi parzialmente recuperati per la costruzione della cappella di castel Trauttsmandorf. |
|                                |         | Chiesa di Santa Maria, o della Vergine Maria | XIV secolo                                                | Merano 46°40′21.72″N 11°09′32.4″E                               | Chiesa dell'ex convento delle Clarisse; costruita nel Trecento e modificata nel Quattrocento, venne sconsacrata e convertita in abitazione dopo il 1782. |
|                                |         |                                              | XIX secolo                                                | Merano, via Ortwein                                             | Chiesa anglicana, costruita nel 1891; al suo posto sorge oggi casa Urania. |

## Comune di Moso in Passiria
| Esterno  | Interno | Nome                                                             | Periodo storico                                   | Ubicazione                                               | Informazioni |
| -------- | ------- | ---------------------------------------------------------------- | ------------------------------------------------- | -------------------------------------------------------- | --- |
|          |         | Chiesa di San Corbiniano                                         | XX secolo                                         | Ulfas 46°48′47.58″N 11°11′14.64″E                        | Costruita nel 1903. |
|          |         | Chiesa del Santissimo Cuore di Gesù                              | Fondata XVIII secolo, edificio odierno XIX secolo | Corvara 46°52′12.26″N 11°08′58.3″E                       | Parrocchiale. Una prima chiesa, intitolata all'Assunta e posta in altro luogo, venne fondata nel 1744, e venne spazzata via da una valanga verso la mezzanotte del venerdì santo del 1888 (ne rimangono pochi resti). Nei due anni seguenti venne così eretta la chiesa attuale, consacrata al Sacro Cuore nel 1892. |
|          |         | Chiesa di San Giuseppe                                           | XVIII secolo                                      | Stulles 46°49′41.22″N 11°12′02.76″E                      | Parrocchiale. Edificata nel 1785-86, nel pieno delle soppressioni giuseppine. |
|          |         | Chiesa di Santa Maria Ausiliatrice, o della Madonna del Soccorso | XVIII secolo                                      | Plan 46°47′43.33″N 11°05′23.58″E                         | Parrocchiale. Costruita nel 1745. |
|          |         | Chiesa di Santa Maria Assunta                                    | Fondata XV secolo, edificio odierno XVIII secolo  | Moso in Passiria 46°49′49.94″N 11°10′00.85″E             | Parrocchiale. Costruita nel 1401-03, al posto di una preesistente cappella romanica; nel 1510 venne rialzato il campanile, e nell'anno 1700 venne ampliata la chiesa, portandola a due navate e rimaneggiandola in stile barocco, con l'ulteriore aggiunta di stucchi sulle volte nel 1790. |
|          |         | Chiesa di Sant'Orsola e San Sebastiano, o di Sant'Orsola         | Fondata XII secolo, edificio odierno XIX secolo   | Plata 46°49′21.42″N 11°10′41.75″E                        | Parrocchiale. Una prima cappella dedicata a sant'Orsola sorse sul colle tra il 1180 e il 1200, rimpiazzata da una chiesa gotica nel 1456-68. Questa cadde in rovina nei secoli seguenti e nel 1863 un fulmine seguito da un incendio portò alla distruzione del coro e del campanile; entro il 1865 l'edificio venne quindi completamente ricostruito in stile neoromanico. |
| Cappelle |         |                                                                  |                                                   |                                                          | |
|          |         | Cappella di Sant'Antonio                                         | XIX secolo                                        | Località Lazins 46°47′03.38″N 11°04′01.6″E               | Cappella ottocentesca. |
|          |         | Cappella di Sant'Antonio                                         | XX secolo                                         | Stulles 46°49′44.25″N 11°11′13.06″E                      | Costruita nel 1903. |
|          |         | Cappella di Santa Croce                                          | XIX secolo                                        | A sudest di Moso in Passiria 46°49′37.53″N 11°10′30.12″E | Risalente alla prima metà dell'Ottocento. |
|          |         | Cappella di San Giuseppe                                         | XIX secolo                                        | Località Maso 46°48′48.17″N 11°08′27.33″E                | Edificata nel 1882. |
|          |         | Cappella della Madonna della Neve                                | Fondata XV secolo, edificio odierno XVIII secolo  | Monteneve 46°53′56.98″N 11°10′53.51″E                    | Una chiesetta, probabilmente in legno, sorse nel Quattrocento a servizio del villaggio di minatori di Monteneve. Dopo la disastrosa valanga del 1693 che uccise 27 lavoratori, al villaggio venne promessa la costruzione di una chiesetta vera e propria, che vide la luce nel 1720-22. La cappella venne gravemente danneggiata da un incendio nel 1954 e, essendo la miniera in fase di chiusura, cadde in rovina; nel 1985 ne era programmata la demolizione, che venne fermata grazie all'interesse di un rifugista, Aldo Sartori. Restaurata, venne riconsacrata nel 1992. |

## Comune di Nalles
| Esterno          | Interno | Nome                                           | Periodo storico                                 | Ubicazione                                                                      | Informazioni |
| ---------------- | ------- | ---------------------------------------------- | ----------------------------------------------- | ------------------------------------------------------------------------------- | --- |
|                  |         | Chiesa di Sant'Apollonia                       | Fondata XIII secolo                             | Sirmiano di Sopra 46°31′48.39″N 11°11′10.63″E                                   | Una prima chiesa (dedicata a santa Pelagia o a san Pelagio), probabilmente sorta al posto di un edificio precristiano, venne consacrata nel 1233; la struttura assunse le forme attuali dopo due ristrutturazioni del 1510 e del Seicento (quando vennero rifatte le volte).                                                                           |
|                  |         | Chiesa del Sacro Cuore di Gesù                 | XIX secolo                                      | Sirmiano di Sotto 46°32′11.01″N 11°11′35.66″E                                   | Chiesa neoromanica edificata nel 1843, con l'aggiunta del campanile nel 1857; la struttura include anche ambienti ad uso profano. |
|                  |         | Chiesa di Sant'Udalrico (o Ulderico, o Ulrico) | Fondata XII secolo, edificio odierno XIX secolo | Nalles 46°32′21.73″N 11°12′13.21″E                                              | Parrocchiale. Una chiesa, risalente almeno al XII secolo, è documentata nel 1209, epoca a cui ancora risale il campanile (salvo la cupola, ottocentesca); l'edificio venne ricostruito in forme gotiche nel Quattrocento e poi, poiché risultava piccolo e rovinato già a fine Settecento, nel 1810-15 venne di nuovo abbattuta e ricostruita da zero. |
| Chiese scomparse |         |                                                |                                                 |                                                                                 | |
|                  |         | Chiesa di San Pietro                           |                                                 | a sudest di Nalles                                                              | Chiesa fondata ancora prima della parrocchiale; ne è stata riportata alla luce un'abside. |
|                  |         | Chiesa di San Vigilio                          | XV secolo                                       | Nalles, nelle immediate vicinanze del Vigiliushof (46°32′44.86″N 11°12′56.25″E) | Chiesetta gotica con affreschi quattrocenteschi, venne chiusa al culto a fine Settecento per le riforme giuseppine; i suoi ruderi erano visibili fino a poco dopo la seconda guerra mondiale. |

## Comune di Naturno
| Esterno                        | Interno | Nome                           | Periodo storico                                     | Ubicazione                                                  | Informazioni |
| ------------------------------ | ------- | ------------------------------ | --------------------------------------------------- | ----------------------------------------------------------- | --- |
|                                |         | Chiesa di San Nicolò           | Fondata XIII secolo, edificio odierno XV-XIX secolo | Tablà 46°38′06.91″N 10°58′29.25″E                           | Parrocchiale. La prima chiesa (a cui risalgono il campanile e le mura della navata) venne fondata in epoca romanica, intorno al 1200, ma la prima citazione documentale è solo del 1369. Nel 1493 venne aggiunto il coro e rifatta la cuspide della torre, e nel 1898 l'edificio venne restaurato, dopo un disastroso incendio che aveva devastato tutto il paese. |
|                                |         | Chiesa di Nostra Signora       | Fondata XIII secolo, edificio odierno XVII secolo   | Stava 46°38′44.65″N 10°57′58.71″E                           | Verso il 1210 venne costruita una prima chiesa, intitolata a san Crisanto; rimaneggiata in forme tardogotiche nel 1510, venne poi di nuovo (rifacimento della volta e del portale) in seguito alla peste, nel 1638, quando venne anche dedicata ai santi Rocco e Sebastiano e alla Madonna. |
|                                |         | Chiesa di Sant'Osvaldo         | Documentata XI secolo, edificio odierno XV secolo   | Cirlano 46°38′36.91″N 10°59′17.46″E                         | La consacrazione di una chiesa a sant'Osvaldo è documentata nell'anno 1094; essa venne sostituita nel 1433 dall'attuale edificio gotico, lievemente rimaneggiato nel 1699 in forme barocche e, verso la metà del Settecento, affrescato e dotato di cantoria. |
|                                |         | Chiesa di San Procolo          | Fondata VII secolo, edificio odierno XIV secolo     | Naturno 46°39′07.66″N 11°00′32.61″E                         | Una chiesa primigenia sorse sul posto verso il 650, circondata da un cimitero che rimase in uso per circa un secolo (e temporaneamente riaperto durante la peste, nel 1636 circa). Dopo il Millennio venne eretto il campanile, e nel 1365 venne rialzata l'aula e rifatta la volta; in quell'anno venne anche scelta come luogo di sepoltura dai signori di Castel Annenberg. |
|                                |         | Chiesa di San Zeno             | Fondata VIII secolo, edificio odierno XV secolo     | Naturno 46°39′08.41″N 11°00′02.61″E                         | Parrocchiale. Una prima chiesa sul posto sorse verso il 750, e di essa restano poche tracce nei basamenti di torre e sagrestia. Nel 1200 venne eretta una chiesa romanica, di cui quella precarolingia divenne l'abside, e poi nel 1474-75 la struttura venne ricostruita quasi interamente in forme tardogotiche, recuperando parte delle murature. La cuspide del campanile, danneggiata dal vento nel 1696, venne sostituita con la cupola a cipolla ottagonale barocca, e nel 1750 vennero eliminate le nervature della volta, sostituite da una sontuoso decorazione a stucco. |
| Cappelle                       |         |                                |                                                     |                                                             | |
|                                |         | Cappella di Sant'Anna          | XVI secolo                                          | Località Platzgum 46°37′31.62″N 11°00′25.47″E               | Cappella del maso Platzgummer, edificata intorno al 1550. |
|                                |         | Cappella di Santa Maria        | XVIII secolo                                        | Tablà 46°37′43.35″N 10°58′37.88″E                           | Cappella di pertinenza del maso Knöttl, costruita nel 1799 da Sebastian Kaserer e Anna Platzgummer. |
|                                |         |                                | XIX secolo                                          | Località isolata a sud di Plaus 46°38′11.99″N 11°02′53.25″E | Cappella presso il maso Brand, costruita nell'Ottocento al posto di una preesistente edicola votiva. |
| Chiese sconsacrate o scomparse |         |                                |                                                     |                                                             | |
|                                |         | Chiesa di San Lorenzo          | IX secolo                                           | Tra Stava e Cirlano 46°38′45.75″N 10°58′45.78″E             | Chiesa medievale, databile al IX secolo e all'epoca parte di un villaggio; le sue condizioni erano già cattive nella prima metà del Seicento, è ora in completa rovina. |
|                                |         | Chiesa di Sant'Orsola in Monte |                                                     | Naturno 46°39′18.31″N 11°00′04.47″E                         | Chiesa medievale, sconsacrata e convertita in abitazione nel 1892; ne restano solo poche tracce nell'attuale cantina. |

## Comune di Parcines
| Esterno  | Interno | Nome                                       | Periodo storico                                  | Ubicazione                                     | Informazioni |
| -------- | ------- | ------------------------------------------ | ------------------------------------------------ | ---------------------------------------------- | --- |
|          |         | Chiesa di Cristo Re                        | XX secolo                                        | Rablà 46°40′13.12″N 11°03′35.82″E              | Parrocchiale. Costruita nel 1961-63. |
|          |         | Chiesa di Sant'Elena                       | Citata XIV secolo, edificio odierno XV secolo    | Tel 46°40′40.03″N 11°05′02.78″E                | Citata nel 1326, è probabile che sia però assai più antica; la struttura attuale è una ricostruzione tardogotica, consacrata nel 1457, poi modificata nel Seicento. |
|          |         | Chiesa di San Giacomo Maggiore             | XVI secolo                                       | Rablà 46°40′10.61″N 11°03′35.38″E              | Vecchia parrocchiale del paese, cointitolata anche a santa Margherita; è una struttura tardogotica costruita verso il 1513 e consacrata nel 1521, con l'aggiunta del piccolo campanile nel corso del Seicento; i costoloni della volta, rimossi quando era in voga il barocco, vennero ripristinati nel 1891. |
|          |         | Chiesa dei Santi Pietro e Paolo            | Fondata XI secolo, edificio odierno XV secolo    | Parcines 46°41′02.87″N 11°04′25.07″E           | Parrocchiale. Una piccola cappella romanica sorse sul posto nel XI secolo: nel 1264 venne trasformata in cripta (vi furono sepolti i signori di Stachlberg), e sopra di essa sorse una chiesa dedicata a san Nicolò. La strutturata odierna venne costruita tra il 1498 e il 1502, e consacrata nel 1521 agli apostoli Pietro e Paolo. Nel 1648 una tempesta distrusse la cuspide gotica del campanile, che venne così sostituita dall'attuale cupola barocca l'anno seguente. Nel 1697 venne quindi aggiunta la cantoria. |
| Cappelle |         |                                            |                                                  |                                                | |
|          |         | Cappella della Madonna, o "cappella Egart" | Fondata XVIII secolo, edificio odierno XX secolo | Località Bad Egart 46°40′19.35″N 11°04′51.67″E | Cappella a servizio della stazione termale di Bagni Egart; costruita verso il 1730 per volontà di Joseph Joachim von Wolfenthal, proprietario delle terme, raggiunse le forme attuali nel 1926, subendo poi ulteriori modifiche a fine Novecento. |

## Comune di Plaus
| Esterno | Interno | Nome                               | Periodo storico                               | Ubicazione                        | Informazioni |
| ------- | ------- | ---------------------------------- | --------------------------------------------- | --------------------------------- | --- |
|         |         | Chiesa di Santa Monica             | XXI secolo                                    | Plaus 46°39′19.8″N 11°02′29.82″E  | Parrocchiale. Sin dal 2000 si sono susseguiti vari concorsi e progetti volti ad ampliare la vecchia parrocchiale di Sant'Udalrico (divenuta troppo piccola) o a costruirne una nuova; si è infine optato per quest'ultima soluzione, e la chiesa, costruita tra il 2016 e il 2017, è stata consacrata il 27 agosto 2017. È l'unica chiesa in tutto il Tirolo ad essere intitolata a santa Monica.                                                      |
|         |         | Chiesa di Sant'Udalrico (o Ulrico) | Citata XII secolo, edificio odierno XV secolo | Plaus 46°39′20.45″N 11°02′30.81″E | Vecchia parrocchiale; una prima cappella è documentata nel 1167, ma probabilmente la fondazione precede il Millennio. Nel XII secolo venne costruita una nuova chiesa, dotata del campanile nel 1330 circa. Un incendio del 1403 risparmiò soltanto la torre, mentre la chiesa dovette essere ricostruita. Nel 1520 venne rifatta la volta del coro, e nel 1878-84 venne ampliata la navata e vennero rifatti portale e finestre in stile neoromanico. |

## Comune di Postal
| Esterno | Interno | Nome                                                        | Periodo storico                                 | Ubicazione                        | Informazioni |
| ------- | ------- | ----------------------------------------------------------- | ----------------------------------------------- | --------------------------------- | --- |
|         |         | Chiesa dell'Esaltazione della Santa Croce, o di Santa Croce | Fondata XIV secolo, edificio odierno XIX secolo | Postal 46°36′42.01″N 11°11′40.8″E | Parrocchiale. Una cappella, consacrata ai Re Magi, venne eretta nel 1331, come parte di un castello; distrutta durante le lotte per il potere tra Margherita di Tirolo-Gorizia e Carlo IV di Lussemburgo nel 1348, venne subito ricostruita e consacrata nel 1360. Essa venne parzialmente riedificata in stile tardogotico nel 1513, conservando la base del campanile. Nel 1868 (o 1878) l'aula venne interamente ricostruita in forme neoromaniche, e nel 1905 la chiesa venne consacrata e intitolata alla Santa Croce. |

## Comune di Proves
| Esterno  | Interno | Nome                         | Periodo storico                                | Ubicazione                             | Informazioni |
| -------- | ------- | ---------------------------- | ---------------------------------------------- | -------------------------------------- | --- |
|          |         | Chiesa di San Nicolò         | Fondata XV secolo, edificio odierno XIX secolo | Proves 46°28′35.12″N 11°01′20.21″E     | Parrocchiale. Una prima chiesa sorse nel 1434, consacrata nel 1455, con l'aggiunta (o la sopraelevazione) del campanile nel 1543. Dovette essere demolita e ricostruita nel 1870-76 perché fatiscente. |
| Cappelle |         |                              |                                                |                                        | |
|          |         | Cappella di Lourdes          | XIX secolo                                     | Proves 46°28′43.37″N 11°01′24.46″E     | Cappella ottocentesca. |
|          |         | Cappella di Santa Margherita | Inizio del XVII secolo                         | Masi Maieri 46°28′53.43″N 11°01′27.8″E | Cappella di inizio Seicento, di pertinenza del maso Unterweger. |

## Comune di Rifiano
| Esterno  | Interno | Nome                                                                                   | Periodo storico                                  | Ubicazione                           | Informazioni |
| -------- | ------- | -------------------------------------------------------------------------------------- | ------------------------------------------------ | ------------------------------------ | --- |
|          |         | Chiesa di Santa Maria Addolorata, o dell'Addoolorata, o della Madonna dei Sette Dolori | Fondata XII secolo, edificio odierno XVII secolo | Rifiano 46°42′27.16″N 11°10′58.61″E  | Parrocchiale. Una chiesa romanica sul posto sorse nel XII secolo, e viene citata nel 1310; nel 1368 venne sostituita da una costruzione gotica, ampliata poi nel 1465-66. Di questa struttura resta assai poco: la chiesa, divenuta santuario per associazione con la vicina cappella cimiteriale che era meta di pellegrinaggi, venne in gran parte ricostruita nel 1668-73 per accogliere il flusso di fedeli; nel 1681 venne aggiunta la galleria dell'organo, e nel 1767 venne rifatto il campanile (che conserva la base gotica). |
| Cappelle |         |                                                                                        |                                                  |                                      | |
|          |         | Cappella (o chiesa) di San Giovanni Nepomuceno                                         | XVIII secolo                                     | Vernurio 46°43′35.09″N 11°10′54.08″E | Costruita accanto a un eremo nel 1743; venne rimaneggiata nel 1841 (in quell'occasione fu rifatta anche la volta) e ulteriormente restaurata nel 1904 e nel 1981. |
|          |         | Cappella di Nostra Signora, o della Madonna                                            | XV secolo                                        | Rifiano 46°42′26.57″N 11°10′58.66″E  | Cappella cimiteriale. Cappella di due piani (cripta sotto, cappella sopra), costruita e consacrata verso il 1400 per ospitare un'immagine della Madonna ritenuta miracolosa (trasferita, dal 1749, nella chiesa parrocchiale). Nel Seicento vennero aperte le tre finestre rotonde. |

## Comune di San Leonardo in Passiria
| Esterno  | Interno | Nome                                                      | Periodo storico                                   | Ubicazione                                                    | Informazioni |
| -------- | ------- | --------------------------------------------------------- | ------------------------------------------------- | ------------------------------------------------------------- | --- |
|          |         | Chiesa di Sant'Antonio di Padova                          | XVIII secolo                                      | Valtina 46°49′31.57″N 11°17′19.33″E                           | Parrocchiale. Chiesa barocca, costruita nel 1705 e ingrandita nel 1851 con l'inserimento di un transetto (consacrazione 1854). |
|          |         | Chiesa di San Giovanni Nepomuceno                         | XIX secolo                                        | Località Wans 46°49′11.67″N 11°19′28.57″E                     | Costruita nel 1818-22, con l'aggiunta del campanile nel 1824. |
|          |         | Chiesa di Sant'Ippolito                                   | Citata XIV secolo                                 | Le Coste 46°49′23.65″N 11°14′46.09″E                          | Citata nel 1340 ma certamente più antica; nel 1500 circa venne aggiunto il campanile a vela, e nei secoli si susseguirono vari rimaneggiamenti: l'ultimo nel 1855, quando vennero costruiti abside, volta e finestra meridionale in stile neogotico. |
|          |         | Chiesa di San Leonardo                                    | Fondata XI-XII secolo                             | San Leonardo in Passiria 46°48′36.09″N 11°14′43.76″E          | Parrocchiale. La consacrazione di una chiesa, forse costruita già nel XI secolo, è menzionata nel 1116; nel Due o nel Trecento questo primo edificio romanico venne dotato del campanile, in gran parte ricostruito verso il 1495. Poco dopo questa data venne rifatto il coro in stile gotico, e nel 1646 venne aggiunta la navata laterale. Nel 1774 un incendio comportò la ricostruzione della guglia del campanile. |
|          |         | Chiesa di Sant'Orsola                                     | Fondata XVI secolo, edificio odierno XIX secolo   | Passo/Sant'Orsola 46°44′23.17″N 11°12′39.28″E                 | Parrocchiale. Costruita verso il 1532, venne in gran parte distrutta da un incendio nel 1895, venendo quindi riedificata entro il 1899 e consacrata nel 1901. |
| Cappelle |         |                                                           |                                                   |                                                               | |
|          |         | Cappella dell'Addolorata                                  | XIX secolo                                        | Località Karlegg 46°49′08.45″N 11°15′59.73″E                  | Edificata nel 1898. |
|          |         | Cappella di Sant'Anna                                     | XIX secolo                                        | Località Pfistrad 46°47′50.88″N 11°17′04.65″E                 | Costruita nel 1850 al posto di una cappella più antica. |
|          |         | Cappella di Santa Croce                                   | XVI secolo                                        | San Leonardo in Passiria 46°48′54.68″N 11°15′02.18″E          | Cappella tardogotica, costruita nel 1531 (data sopra al portale), secondo la tradizione per volere di Hildebrand (o Hilprant) Fuchs, signore del vicino Castel Giovo, salvato in mare durante un viaggio di ritorno dalla Terrasanta; la consacrazione è del 1562. Fu cappella del castello fino al 1790, quando i Fuchs, trasferitisi a castel Lebenberg, la cedettero alla parrocchia.                                 |
|          |         | Cappella del Sacro Cuore di Gesù                          | XIX secolo                                        | A sud di San Leonardo in Passiria 46°48′07.84″N 11°14′23.26″E | Costruita nel 1833-34 sia per la devozione al Sacro Cuore (a cui il Tirolo venne dedicato nel 1796), sia in onore di Andreas Hofer; alla consacrazione, celebrata nel 1899 dai vescovi di Bressanone e Salisburgo, presenziò anche l'imperatore Francesco Giuseppe. È stata restaurata nel 1978-81. |
|          |         | Cappella di San Giorgio                                   | Citata XV secolo, edificio odierno XVII secolo    | San Leonardo in Passiria 46°48′36.25″N 11°14′44.7″E           | Cappella cimiteriale con cripta, citata nel 1433 e riedificata nel Seicento. |
|          |         | Cappella della Madonna di Lourdes (o cappella di Lourdes) | XIX secolo                                        | Gomion 46°49′08.44″N 11°13′33.21″E                            | Costruita nel 1890 come ringraziamento per lo scampato pericolo di una frana che aveva minacciato il paese di Gomion. |
|          |         | Cappella della Presentazione di Maria al Tempio           | Fondata XVIII secolo, edificio odierno XIX secolo | Località Mora 46°45′38.8″N 11°13′14.05″E                      | Una prima cappella, costruita per ospitare un'immagine miracolosa della Madonna, venne costruita intorno al 1739 e dovette essere ampliata già nel 1752 e nel 1764 per accomodare il considerevole afflusso di pellegrini. Chiusa per le disposizioni giuseppine verso il 1780, andò in rovina e nel 1848 il proprietario dell'adiacente albergo Mörrehof, Anton Raffl, la fece ricostruire.                             |
|          |         | Cappella del Santo Sepolcro                               | XVII secolo                                       | A sud di San Leonardo in Passiria 46°48′08.59″N 11°14′22.63″E | Progettata e costruita da un tal Kaspar Hofer, di ritorno da un pellegrinaggio in Terrasanta, e consacrata nel 1698. |

## Comune di San Martino in Passiria
| Esterno  | Interno | Nome                                    | Periodo storico                                        | Ubicazione                                          | Informazioni |
| -------- | ------- | --------------------------------------- | ------------------------------------------------------ | --------------------------------------------------- | --- |
|          |         | Chiesa di San Martino                   | Citata XII-XIII secolo, edificio odierno XV-XVI secolo | San Martino in Passiria 46°47′03.98″N 11°13′37.42″E | Parrocchiale. Citata nel 1226 (e forse anche nel 1148), venne ricostruita in forme gotiche nel 1358 circa. Nel 1490 venne aggiunto il coro poligonale, nel 1541 venne innalzato il campanile, nel 1553 l'aula venne portata a due navate. Nel Seicento avviene un ulteriormente prolungamento della navata e un rialzamento della torre, così come il rimaneggiamento barocco dell'interno, con il rifacimento della volta e la costruzione della cantoria. |
|          |         | Chiesa di San Michele                   | XXI secolo                                             | Saltusio 46°43′48.45″N 11°12′01″E                   | Edificata nel 2006. |
| Cappelle |         |                                         |                                                        |                                                     | |
|          |         | Cappella della Madonna di Lourdes       | XX secolo                                              | Località Ausserbruck 46°48′58.07″N 11°13′28.93″E    | Costruita nel 1909. |
|          |         | Cappella di San Magno                   |                                                        | Pianlargo 46°48′57.31″N 11°12′06.12″E               | |
|          |         | Cappella di San Michele                 | XVI secolo                                             | San Martino in Passiria 46°47′04.03″N 11°13′39.15″E | Cappella cimiteriale, costruita e affrescata nel 1508. |
|          |         | Cappella del Santo Sepolcro             | XVII secolo                                            | San Martino in Passiria 46°46′55.82″N 11°13′37.49″E | Costruita nel Seicento. |
|          |         | Cappella (o chiesa) della Santa Trinità | XVII secolo                                            | Saltusio 46°43′47.09″N 11°12′02.69″E                | Costruita nel 1693 da Valentin Bernhard, proprietario dell'adiacente maso Schildhof. |

## Comune di San Pancrazio
| Esterno  | Interno | Nome                                          | Periodo storico                                      | Ubicazione                                 | Informazioni |
| -------- | ------- | --------------------------------------------- | ---------------------------------------------------- | ------------------------------------------ | --- |
|          |         | Chiesa (o cappella) dei Santi Cosma e Damiano | Documentata XVII secolo, edificio odierno XIX secolo | Bagni di Mezzo 46°33′16.47″N 11°03′59.92″E | Cappella dello stabilimento termale dei Bagni di Mezzo; costruita nel 1840 al posto di una cappella attestata nel Seicento, e poi ampliata e decorata nel 1947; al 2024 lo stabilimento è in rovina, e la cappella versa in stato di grave degrado. |
|          |         | Chiesa di Sant'Elena                          | Citata XIII secolo, edificio odierno XVI-XVII secolo | Sant'Elena 46°34′47.36″N 11°03′26.59″E     | Citata nel 1278, venne rimaneggiata nel 1332, 1390 e 1563 (o 1533); nel 1677 venne ricostruita la navata (consacrazione 1698), poi ulteriormente allungata nel 1730, costruendo contestualmente sagrestia e cantoria; poco prima era stato eretto anche il campanile.                                                                                             |
|          |         | Chiesa di San Pancrazio                       | Citata XII secolo, edificio odierno XIV-XV secolo    | San Pancrazio 46°35′10.18″N 11°05′12.48″E  | Parrocchiale. Una struttura romanica è citata per la prima volta nel 1143; venne ricostruita nel 1338 in forme gotiche, reimpiegando le mura della navata, con l'aggiunta del coro e del campanile odierni nel 1479 (consacrazione 1492). Nel 1820 il vestibolo venne incorporato nella navata, e nel 1989 venne ricostruito il rosone originario della facciata. |
| Cappelle |         |                                               |                                                      |                                            | |
|          |         | Cappella di San Sebastiano                    | XV secolo                                            | San Pancrazio 46°35′10.25″N 11°05′13.49″E  | Cappella cimiteriale, eretta nel 1348. Una consacrazione è documentata nel 1492, e nel 1637 venne aggiunto il piano superiore; seicentesco è anche il campanile. Nel Novecento (1921 o 1959) il piano inferiore venne reimpiegato come monumento ai caduti. |

## Comune di Scena
| Esterno  | Interno | Nome                                                                 | Periodo storico                                     | Ubicazione                                             | Informazioni |
| -------- | ------- | -------------------------------------------------------------------- | --------------------------------------------------- | ------------------------------------------------------ | --- |
|          |         | Chiesa dell'Esaltazione della Santa Croce, o di Santa Croce          | XIX-XX secolo                                       | Verdines 46°42′46.61″N 11°12′19.52″E                   | Parrocchiale. La prima struttura, neogotica, venne consacrata nel 1828 e restaurata nel 1901. Divenne ben presto troppo piccola (aveva cinquanta posti a sedere), ma solo nel 1976-80 venne ampliata con l'aggiunta del nuovo corpo di fabbrica, consacrato nel 1984; contemporaneamente venne anche ricostruito il campanile. |
|          |         | Chiesa di San Giorgio                                                | XIII secolo                                         | San Giorgio/Scena di Sopra 46°41′00.67″N 11°11′51.08″E | Una delle poche chiese romaniche a pianta circolare sopravvissute nel Tirolo; costruita nel Duecento, faceva parte del primitivo castello di Scena (abbandonato nel 1346 in favore di quello attuale). Nel 1480 venne eretto il campanile, e nel 1591 fu necessario inserire un pilastro al centro della navata, per sostenere la volta danneggiata da un fulmine. |
|          |         | Chiesa dei Santi Giovanni e Paolo                                    | XVIII secolo                                        | Talle di Sopra 46°44′08.73″N 11°13′39.53″E             | Parrocchiale. Edificata nel 1738-39 per volontà di Matthias Pircher, proprietario del vicino maso Brennhof, venne ampliata già nel 1746. L'intitolazione ai santi Giovanni e Paolo è documentata solo dal 1912. |
|          |         | Chiesa di Santa Maria Addolorata, o "chiesetta del Taser"            | XX secolo                                           | Località Taser 46°42′23.04″N 11°13′20.34″E             | Costruita nel 1930 dagli allora proprietari della vicina malga Taser, Josef e Maria Gamper; venne ampliata nel 1972 da Karl e Anna Gamper. |
|          |         | Chiesa di Santa Maria Assunta                                        | Citata XII secolo, edificio odierno XIV-XVI secolo  | Scena 46°41′23.82″N 11°11′11.45″E                      | Vecchia parrocchiale, antichissima chiesa matrice per tutta la val Passiria, documentata nel 1150: parte di questa prima struttura romanica, come la base del campanile, è ancora esistente. Tra il 1370 e il 1402 venne rifatto il coro in stile gotico e aggiunta una cappella laterale a nord, dedicata a san Michele; nel 1403 venne riedificata la cappella laterale a sud, intitolata a san Giovanni; nel 1511-13 venne ricostruita la volta e venne aggiunta la cantoria; in periodo tardogotico venne anche rifatta la sommità della torre. Adibita a deposito dopo il completamento della nuova parrocchiale nel 1931 (la cui costruzione comportò la demolizione della cappella di San Michele), è stata restaurata nel 1975-81, riconsacrata, ed è in genere usata per matrimoni o altre celebrazioni famigliari. |
|          |         | Chiesa di Santa Maria Assunta                                        | XX secolo                                           | Scena 46°41′23.82″N 11°11′11.45″E                      | Parrocchiale. Poiché a inizio Novecento la chiesa storica era divenuta troppo piccola, si decise di costruire un nuovo edificio, che venne addossato perpendicolarmente a quello vecchio. Il cantiere, avviato nel 1915, si interruppe quasi subito a causa della prima guerra mondiale, ripartendo solo nel 1926 e concludendosi nel 1931. |
|          |         | Chiesa di San Martino                                                | Documentata XI secolo, edificio odierno XIII secolo | Scena 46°41′23.96″N 11°11′10.28″E                      | Chiesa cimiteriale romanica a due navate, costruita verso il 1290 al posto di un edificio precedente che esisteva sicuramente nel 1071; è stata restaurata nel 1922. |
| Cappelle |         |                                                                      |                                                     |                                                        | |
|          |         | Cappella di San Giovanni Battista, o mausoleo dell'arciduca Giovanni | XIX secolo                                          | Scena 46°41′23.86″N 11°11′08.88″E                      | Cappella di due piani, che rappresenta il mausoleo funebre dell'arciduca Giovanni d'Asburgo-Lorena; venne fatta edificare dal di lui figlio, Franz von Meran, nel 1869. |
|          |         | Cappella della Visitazione                                           | XVII secolo                                         | Località Videgg 46°43′05.75″N 11°15′00.98″E            | Cappella seicentesca, citata dal 1691; è stata ristrutturata nel 1976. |

## Comune di Senale-San Felice
| Esterno  | Interno | Nome                                                                                 | Periodo storico                                 | Ubicazione                                  | Informazioni |
| -------- | ------- | ------------------------------------------------------------------------------------ | ----------------------------------------------- | ------------------------------------------- | --- |
|          |         | Chiesa di San Cristoforo                                                             | XVI secolo                                      | Località Untere 46°29′58.99″N 11°06′38.37″E | Costruita intorno al 1500 al posto di una preesistente cappella che era assai antica; venne dotata nel 1693 del cimitero, e dal 1723 fino al 1742 fu la chiesa parrocchiale del paese di San Felice (all'epoca chiamato Caseid). |
|          |         | Chiesa di San Felice                                                                 | XVIII secolo                                    | San Felice 46°29′32.31″N 11°07′51.81″E      | Parrocchiale. Edificata nel 1742 al posto di una struttura precedente, con l'aggiunta del campanile nel 1758; nel 1902 l'interno è stato rivisitato in forme neoromaniche. Dall'inizio dell'Ottocento il nome del santo patrono (san Felice, vescovo di Nola) divenne anche il nome del paese, che prima si chiamava Caseid.                       |
|          |         | Chiesa di Santa Maria Assunta, o di Santa Maria, o santuario della Madonna di Senale | Fondata XIII secolo, edificio odierno XV secolo | Senale 46°30′42.67″N 11°06′32.12″E          | Parrocchiale. Una prima chiesa, costruita e consacrata entro il 1210, sorse legata a un ospizio per viandanti documentato dal 1184; di questa struttura resta ancora il campanile, mentre il resto dell'edificio venne ricostruito in stile gotico verso nel Quattrocento (alcune fonti datano 1420 circa, con consacrazione 1432, altre 1469-81). |
| Cappelle |         |                                                                                      |                                                 |                                             | |
|          |         | Cappella di San Michele                                                              | XVI secolo                                      | Senale 46°30′42.22″N 11°06′30.93″E          | Cappella cimiteriale di due piani, costruita intorno al 1550. |
|          |         | Gaudlkapelle o Egger Hiasl Kapelle                                                   | XX secolo                                       | San Felice 46°29′47.18″N 11°07′29.87″E      | Costruita nel 1920 o 1923 circa, è dedicata alla passione di Gesù. Dopo un periodo di progressivo degrado, la collisione con un camion nel 2014 fece crollare il campaniletto in pietra; entro l'anno seguente, grazie alle offerte comunitarie, venne rifatto il tetto e sostituita la torre con una in legno.                                    |

## Comune di Tesimo
| Esterno          | Interno | Nome                           | Periodo storico                                      | Ubicazione                                                      | Informazioni |
| ---------------- | ------- | ------------------------------ | ---------------------------------------------------- | --------------------------------------------------------------- | --- |
|                  |         | Chiesa di San Cristoforo       | Fondata XIII secolo, edificio odierno XVII secolo    | Località isolata a est di Tesimo 46°34′02.58″N 11°10′49.39″E    | La prima chiesa, di cui resta il campanile, sorse in epoca romanica nel Duecento; il resto dell'edificio assunse l'aspetto attuale con un rimaneggiamento del 1603. Accanto ad essa si trovano i ruderi di un antico eremo. |
|                  |         | Chiesa di San Giacomo          | XII secolo                                           | Località isolata a sud di Grissiano 46°31′56.94″N 11°10′42.62″E | Consacrata nel 1142, è una delle numerose chiese dedicate all'apostolo Giacomo il Maggiore costruite dal XI secolo lungo la via per Santiago. Nel 1380 venne aggiunto il campanile, la cui cella risale però al Settecento, mentre nel Quattrocento la chiesa venne riccamente affrescata dentro e fuori. Nel 1680 l'originale soffitto piano venne sostituito da uno a volte, per poi essere ripristinato con un restauro del 1956-58.                                                                 |
|                  |         | Chiesa di Sant'Ippolito        | XIII secolo                                          | Località isolata a nord di Narano 46°34′52″N 11°09′41″E         | Citata nel 1286 (o 1288), sorse probabilmente in quel secolo sul sito di un antico luogo di culto pagano; il campanile è del 1690 circa, mentre nel 1762 venne rifatta la volta della navata. |
|                  |         | Chiesa di Santa Maria Assunta  | Citata XII secolo, edificio odierno XVI-XVIII secolo | Tesimo 46°33′49.28″N 11°10′11.32″E                              | Parrocchiale. Citata a partire dal 1194, epoca a cui risale gran parte del campanile (fino a sotto l'orologio). Entro il 1529 aula e coro vennero riedificati in forme tardogotiche; nel 1626 venne rialzata la sagrestia, nel 1670 venne sopraelevato il campanile, aggiungendo il segmento che ospita l'orologio, e poi ancora con l'aggiunta del tamburo ottagonale e della cupola a cipolla nel 1711. Nel 1712 venne rifatta la volta della navata, e nel 1750 venne aggiunta la cappella laterale. |
|                  |         | Chiesa di San Martino          | Documentata XII secolo, edificio odierno XVII secolo | Prissiano 46°33′11.6″N 11°11′01.3″E                             | Citata per la prima volta nel 1383, ma secondo il cronista dell'epoca Goswin von Marienberg esisteva già nel 1159; del primo edificio romanico non resta nulla, e anche del successivo gotico trecentesco rimane assai poco dopo una sostanziale ricostruzione del 1630 circa. Un restauro del 1985 ha ripristinato alcune finestre gotiche del campanile. |
|                  |         | Chiesa di San Nicolò           | XIII secolo                                          | Caprile 46°33′02.9″N 11°08′39.3″E                               | La navata è romanica, risalente al Duecento, completata con il coro gotico nel Cinquecento; della stessa epoca di quest'ultimo è anche la cima del campanile (cella e cuspide), mentre la voltatura dell'interno è seicentesca. La chiesa è addossata alla canonica, essendo quindi priva di facciata. |
|                  |         | Chiesa di San Sebastiano       | XIX secolo                                           | Plazzoles 46°33′24.35″N 11°07′14.43″E                           | Costruita nel 1889-90 al posto di una chiesa precedente, che era stata distrutta da un incendio il 26 dicembre 1888. |
| Cappelle         |         |                                |                                                      |                                                                 | |
|                  |         | Cappella di San Michele        | Citata XIII secolo, edificio odierno XV secolo       | Tesimo 46°33′49.62″N 11°10′10.73″E                              | Cappella cimiteriale a due piani (sotto la cripta, sopra la cappella vera e propria), citata dal 1233 e ricostruita verso la fine del Quattrocento. |
|                  |         | Cappella della Croce di Nalles |                                                      | A ovest di Nalles 46°32′36.21″N 11°11′38.81″E                   | |
|                  |         |                                | XIX secolo                                           | Presso i Bagni di Caprile 46°32′18.4″N 11°07′39.92″E            | Costruita intorno al 1890 |
| Chiese scomparse |         |                                |                                                      |                                                                 | |
|                  |         | Chiesa di Sant'Antonio Abate   | Citata XIV secolo                                    | Appena a nord di Prissiano 46°34′02.58″N 11°10′49.39″E          | Posta ai piedi del Vorbichl, è citata per la prima volta nel 1305. Chiesa molto ricca e meta di pellegrinaggi, venne chiusa al culto per le disposizioni giuseppine, andando quindi in rovina; ne restano le mura perimetrali, con una piccola edicola votiva annessa. |

## Comune di Tirolo
| Esterno  | Interno | Nome                                           | Periodo storico                                    | Ubicazione                                        | Informazioni |
| -------- | ------- | ---------------------------------------------- | -------------------------------------------------- | ------------------------------------------------- | --- |
|          |         | Chiesa di San Giovanni                         | XX secolo                                          | Tirolo 46°41′36.18″N 11°09′39.26″E                | Chiesa del convitto-seminario Johanneum, fondato dal principe vescovo di Trento Giovanni Nepomuceno de Tschiderer, a cui venne aggiunta nel 1908-11. La struttura ha chiuso nel 2001; la trasformazione in casa di riposo, avviata nel 2009, si è risolta con un nulla di fatto, e l'intero complesso è da allora abbandonato ed esposto al degrado. |
|          |         | Chiesa della Natività di San Giovanni Battista | Citata XII secolo, edificio odierno XIX secolo     | Tirolo 46°41′25.35″N 11°09′13.12″E                | Parrocchiale. La parrocchia è citata nel 1164 e nel 1182, ma è probabile che la sua fondazione sia ben precedente; anticamente copriva un territorio molto vasto, che includeva persino la città di Merano. Verso il 1370 (o a metà Quattrocento secondo altre fonti) venne rifatto il coro; nel Seicento vennero aggiunti, al campanile romanico, il tamburo e la cupola; nel 1856 venne interamente ricostruita l'aula, divenuta nel frattempo troppo piccola e anche fatiscente. |
|          |         | Chiesa di San Pietro                           | Fondata V-VI secolo                                | A nord di Quarazze 46°41′38.04″N 11°08′23.64″E    | Indagini archeologiche hanno evidenziato l'esistenza sul posto di una chiesa paleocristiana risalente al V-VI secolo. Un secondo edificio sorse in epoca carolingia, tra la fine dell'VIII e l'inizio del IX secolo, e la prima citazione documentale è del 1178. La cuspide del campanile è del 1270; nei secoli la chiesa ha subito importanti modifiche, tra cui l'aggiunta della navata laterale nel Quattrocento.                                                              |
|          |         | Chiesa di San Ruperto                          | Citata XIV secolo, edificio odierno XV secolo      | Tirolo 46°41′18.07″N 11°09′35.45″E                | Citata nel 1332, venne in gran parte ricostruita intorno al 1470 (consacrazione 1472), reimpiegando le mura della navata precedente. La tettoia in legno sulla facciata è un'aggiunta di inizio Novecento. |
| Cappelle |         |                                                |                                                    |                                                   | |
|          |         | Cappella dei Santi Pancrazio ed Elisabetta     | XII secolo                                         | A nordovest di Tirolo 46°41′39.84″N 11°08′41.99″E | Cappella di Castel Tirolo, costruita insieme con tutto il maniero intorno alla metà del XII secolo; è in realtà una cappella doppia, disposta su due piani, con quella inferiore intitolata a san Pancrazio, e quella superiore, riservata ai nobili, è consacrata a sant'Elisabetta di Turingia; sotto alla cappella si trova anche una cripta, luogo di sepoltura dei signori di Tirolo fino all'epoca di Mainardo II.                                                            |
|          |         | Cappella dei Rei Magi                          | XVIII-XIX secolo                                   | Monte San Zeno 46°40′31.13″N 11°10′14.69″E        | Cappella di pertinenza del maso Königbauer, costruita tra il Sette e l'Ottocento. |
|          |         | Cappella della Visitazione                     | XIX secolo                                         | Località Finele 46°41′43.75″N 11°10′06.9″E        | Costruita nel 1898. |
|          |         | Cappella di San Zeno                           | Fondata V secolo, edificio odierno XIII-XIV secolo | Presso Monte San Zeno 46°40′27.12″N 11°10′18.08″E | Cappella di Castel San Zeno, curiosamente asimmetrica, con due absidi di diverse dimensioni entrambe collocate sulla parete orientale; fondata nel V secolo, venne trasformata in cappella palatina su due piani durante i lavori al maniero tra la fine del Duecento e l'inizio del Trecento. In origine dedicata ai santi Zeno e Valentino, quest'ultimo poi sostituito da santa Geltrude.                                                                                        |

## Comune di Ultimo
| Esterno  | Interno | Nome                                               | Periodo storico                                        | Ubicazione                                 | Informazioni |
| -------- | ------- | -------------------------------------------------- | ------------------------------------------------------ | ------------------------------------------ | --- |
|          |         | Chiesa di Santa Geltrude                           | Citata XIII secolo, edificio odierno XVII secolo       | Santa Gertrude 46°29′18.74″N 10°52′09.45″E | Parrocchiale. Citata nel 1278, venne ampliata e riconsacrata nel 1492, intitolandola alle sante Gertrude di Helfta e Maria Maddalena. Un nuovo ampliamento si registra nel 1684. |
|          |         | Chiesa di San Maurizio                             | Citata XIV secolo, edificio odierno XVI-XVII secolo    | San Maurizio 46°32′10.57″N 10°56′55.69″E   | Considerata tradizionalmente la chiesa più antica della val d'Ultimo, è citata però solo dal 1278 (o 1390); i muri della navata potrebbero risalire ancora a questo primo edificio, mentre il coro venne aggiunto nel 1492 e nel Cinque o nel Seicento venne rimaneggiata la navata, rifacendo tra l'altro la voltatura. Era presente una cantoria, demolita nel 1980.                    |
|          |         | Chiesa dei Santi Nicolò e Lorenzo, o di San Nicolò | Citata XIV secolo, edificio odierno XVI-XVIII secolo   | San Nicolò 46°30′40.54″N 10°55′25.41″E     | Parrocchiale. Citata nel 1338, verso il 1500 vennero rifatti il campanile e l'arco santo, e nel 1785 venne allungata la navata e rifatta la volta. |
|          |         | Santuario (o chiesa, o cappella) di Nostra Signora | Fondata XVI o XVIII secolo, edificio odierno XX secolo | Pracupola 46°31′49.77″N 10°57′28.68″E      | Una prima chiesetta venne costruita nel 1570 circa (o nel 1738 secondo altre fonti). Collassata per il peso della neve sul tetto nell'inverno del 1950-51, venne ricostruita più grande e leggermente spostata nel 1952. |
|          |         | Chiesa di Santa Valburga                           | Citata XIII secolo, edificio odierno XIX-XX secolo     | Santa Valburga 46°33′04.57″N 11°00′27.32″E | Parrocchiale. Citata in un documento papale del 1278 e ricostruita a inizio Trecento, di questa prima chiesa sopravvivono il campanile e parte del muro della navata. A fine Quattrocento venne realizzato il coro gotico, più tardi venne voltata a botte la navata, e nel 1843-44 venne prolungata l'aula, poi ulteriormente ingrandita con l'aggiunta di una navata laterale nel 1926. |
| Cappelle |         |                                                    |                                                        |                                            | |
|          |         | Cappella della Madonna di Lourdes                  | XIX secolo                                             | Santa Valburga 46°33′04.81″N 11°00′26.42″E | Cappella cimiteriale, costruita nel 1895 e restaurata nel 1990. |

## Comune di Verano
| Esterno  | Interno | Nome                                | Periodo storico                                     | Ubicazione                                   | Informazioni |
| -------- | ------- | ----------------------------------- | --------------------------------------------------- | -------------------------------------------- | --- |
|          |         | Chiesa di Sant'Anna                 | XX secolo                                           | Eschio 46°36′43.94″N 11°15′03.6″E            | Costruita nel 1902 e consacrata nel 1905, a servizio della scuola locale. |
|          |         | Chiesa di San Nicolò                | Citata XIV secolo, edificio odierno XV-XVIII secolo | Verano 46°36′18.36″N 11°13′32.7″E            | Parrocchiale. Citata a partire dal 1330; nel 1484 vi un grande rimaneggiamento gotico che comportò il rifacimento del coro, il rialzamento del campanile e l'inserimento di due portali in navata. Nel 1521 venne costruita la sagrestia a sud, e nel 1747 la chiesa venne rimaneggiata in forme barocche, rifacendo volta e finestre della navata e aggiungendo la cantoria e la cappella laterale. |
| Cappelle |         |                                     |                                                     |                                              | |
|          |         | Cappella di Santa Croce             | XX secolo                                           | A nord di Eschio 46°37′19.38″N 11°15′05.22″E | Adiacente ai masi Ödngut e Schwarzhütt, è stata consacrata nel 1927. |
|          |         | Cappella della Madonna del Soccorso | XVII secolo                                         | Località Gassen 46°36′55.89″N 11°12′46.5″E   | Cappella seicentesca ingrandita nel 1827. |